# Callum Smith (Boxer)
Callum John Smith (* 23. April 1990 in Liverpool) ist ein britischer Profiboxer im Supermittelgewicht, ehemaliger Weltmeister der WBA und Gewinner des Turniers World Boxing Super Series 2018. Er wurde vom Ring Magazine zwischen September 2018 und Dezember 2020 auf Rang 1 der Weltrangliste geführt.

## Familie
Seine älteren Brüder Paul, Liam und Stephen sind ebenfalls Profiboxer. Liam Smith ist ehemaliger WBO-Weltmeister im Halbmittelgewicht. Paul Smith war unter anderem zweimal WM-Herausforderer von Arthur Abraham, während Stephen Smith als Amateur die Commonwealth Games 2006 gewann und als Profi ebenfalls bereits zweimal um einen WM-Titel boxte.

## Amateurkarriere
Smith trainierte als Amateur im Rotunda ABC von Liverpool und bestritt fast 90 Kämpfe. Er wurde 2008 Britischer Jugendmeister im Weltergewicht sowie 2010 Britischer Meister im Weltergewicht und 2011 Britischer Meister im Mittelgewicht. Seine größten Erfolge waren die Bronzemedaille bei den Commonwealth-Meisterschaften 2010 und die Silbermedaille bei den Commonwealth Games 2010.
Bei der europäischen Olympiaqualifikation 2012 in Trabzon besiegte er Mladen Manew aus Bulgarien, Boško Drašković aus Montenegro und Imre Szellő aus Ungarn, ehe er im Halbfinale gegen Vatan Huseynli aus Aserbaidschan knapp mit 14:16 ausschied.

## Profikarriere
Seit November 2012 boxt Smith im Profilager. Im September 2013 wurde er gegen Patrick Mendy Englischer Meister. Im Oktober 2013 gewann er den Internationalen WBC-Titel gegen Ruben Acosta. Dem folgten Titelverteidigungen gegen Tobias Webb (14-1), Vladine Biosse (15-3) und Nikola Sjekloća (28-2). Im Juni 2015 gewann er den Silver-Titel der WBC einstimmig nach Punkten gegen Christopher Rebrasse (23-3).
Am 7. November 2015 boxte er um den Britischen Meistertitel und schlug dabei Rocky Fielding (21-0) in der ersten Runde. Im April 2016 besiegte er Hadillah Mohoumadi (20-3) ebenfalls in der ersten Runde und wurde dadurch EBU-Europameister im Supermittelgewicht. Dies war sein zugleich zehnter Erstrunden-K.-o.-Sieg als Profi. Den WBC-Silvertitel gewann er im September 2016 durch TKO gegen Norbert Nemesapáti (21-3). Im Dezember 2016 besiegte er Luke Blackledge (22-2) vorzeitig.
Im Viertelfinale der World Boxing Super Series (WBSS) gewann er am 16. September 2017 in Liverpool gegen Erik Skoglund (26-0) einstimmig nach Punkten. Im WBSS-Halbfinale gewann er am 24. Februar 2018 ebenfalls einstimmig gegen Nieky Holzken (13-0), welcher als Ersatz für den erkrankten Jürgen Brähmer eingesprungen war. Im WBSS-Finale bezwang er am 28. September 2018 in Dschidda den britischen WBA-Weltmeister George Groves (28-3) durch Knockout in der siebenten Runde.
Im Juni 2019 gewann er durch TKO in der dritten Runde gegen Hassan N’Dam N’Jikam (37-3) und verteidigte damit erstmals seinen WBA-Titel. Eine weitere Titelverteidigung gewann er am 23. November 2019 einstimmig gegen John Ryder (28-4).
Am 19. Dezember 2020 verlor er in San Antonio einstimmig gegen Saúl Álvarez (53-1). In dem Kampf ging es auch um den vakanten WBC-Weltmeistertitel. Seine nächsten Kämpfe gewann er im September 2021 durch TKO in der zweiten Runde gegen Gilbert Castillo (21-3) und im August 2022 durch KO in der vierten Runde gegen Mathieu Bauderlique (21-1).
Am 13. Januar 2024 boxte er gegen Artur Beterbijew (19-0) um die WM-Titel der IBF, WBC und WBO im Halbschwergewicht, verlor jedoch durch TKO in Runde 7. Am 22. Februar 2025 siegte er einstimmig gegen Joshua Buatsi (19-0) und wurde dadurch Interims-Weltmeister der WBO im Halbschwergewicht.

## Liste der Profikämpfe
| 29 Siege (21 K.-o.-Siege), 2 Niederlagen, 0 Unentschieden |               |                                                     | |                                          |
| Jahr                                                      | Tag           | Ort                                                 | Gegner | Ergebnis für Smith                       |
| 2012                                                      | 17. November  | National Ice Centre, Nottingham, Großbritannien     | Dan Blackwell | Punktsieg / 4 Runden                     |
| 2012                                                      | 8. Dezember   | Olympia, Kensington, Großbritannien                 | James Tucker | Punktsieg / 4 Runden                     |
| 2013                                                      | 9. Februar    | The SSE Arena Belfast, Belfast, Großbritannien      | Tommy Tolan | Sieg / TKO 1. Runde                      |
| 2013                                                      | 30. März      | M&S Bank Arena, Liverpool, Großbritannien           | Iain Jackson | Sieg / Aufgabe 1. Runde                  |
| 2013                                                      | 20. April     | Winter Gardens, Miami Beach, USA                    | Ruslans Pojonisevs                                                                                               | Sieg / KO 1. Runde                       |
| 2013                                                      | 25. Mai       | The O2 Arena, Greenwich, Großbritannien             | Ryan Moore | Sieg / TKO 1. Runde                      |
| 2013                                                      | 7. September  | Scottish Exhibition Centre, Glasgow, Großbritannien | Kiril Psonko | Sieg / TKO 1. Runde                      |
| 2013                                                      | 21. September | Liverpool Olympia, Liverpool, Großbritannien        | Patrick Mendy BBBofC-Englische Supermittelgewicht-Meisterschaft                                                  | Sieg / TKO 1. Runde                      |
| 2013                                                      | 26. Oktober   | Sheffield Arena, Sheffield, Großbritannien          | Ruben Eduardo Acosta WBC-International Supermittelgewicht-Meisterschaft                                          | Sieg / KO 6. Runde                       |
| 2014                                                      | 19. April     | Manchester Arena, Manchester, Großbritannien        | Francois Bastient                                                                                                | Sieg / Aufgabe 3. Runde                  |
| 2014                                                      | 17. Mai       | Motorpoint Arena Cardiff, Cardiff, Großbritannien   | Tobias Webb WBC-International Supermittelgewicht-Titelverteidigung                                               | Sieg / KO 2. Runde                       |
| 2014                                                      | 12. Juli      | M&S Bank Arena, Liverpool, Großbritannien           | Vladine Biosse WBC-International Supermittelgewicht-Titelverteidigung                                            | Punktsieg (einstimmig) / 10 Runden       |
| 2014                                                      | 16. August    | StubHub Center, Carson, USA                         | Abraham Hernandez Mejia                                                                                          | Sieg / KO 1. Runde                       |
| 2014                                                      | 4. Oktober    | First Direct Arena, Leeds, Großbritannien           | Rafael Sosa Pintos                                                                                               | Sieg / TKO 3. Runde                      |
| 2014                                                      | 22. November  | M&S Bank Arena, Liverpool, Großbritannien           | Nikola Sjekloća WBC-International Supermittelgewicht-Titelverteidigung                                           | Punktsieg (einstimmig) / 12 Runden       |
| 2015                                                      | 9. Mai        | Utilita Arena, Birmingham, Großbritannien           | Olegs Fedotovs                                                                                                   | Sieg / TKO 1. Runde                      |
| 2015                                                      | 26. Juni      | M&S Bank Arena, Liverpool, Großbritannien           | Christopher Rebrasse WBC-Silber Supermittelgewicht-Meisterschaft                                                 | Punktsieg (einstimmig) / 12 Runden       |
| 2015                                                      | 7. November   | M&S Bank Arena, Liverpool, Großbritannien           | Rocky Fielding WBC-Silber Supermittelgewicht-Titelverteidigung BBBofC-Britische Supermittelgewicht-Meisterschaft | Sieg / TKO 1. Runde                      |
| 2016                                                      | 2. April      | M&S Bank Arena, Liverpool, Großbritannien           | Hadillah Mohoumadi EBU-Europäische Supermittelgewicht-Meisterschaft                                              | Sieg / TKO 1. Runde                      |
| 2016                                                      | 29. Mai       | Goodison Park, Liverpool, Großbritannien            | Cesar Hernan Reynoso                                                                                             | Sieg / TKO 6. Runde                      |
| 2016                                                      | 10. September | The O2 Arena, Greenwich, Großbritannien             | Norbert Nemesapati WBC-Silber Supermittelgewicht-Titelverteidigung                                               | Sieg / Aufgabe 6. Runde                  |
| 2016                                                      | 10. Dezember  | Manchester Arena, Manchester, Großbritannien        | Luke Blackledge BBBofC-Britische Supermittelgewicht-Titelverteidigung                                            | Sieg / TKO 10. Runde                     |
| 2017                                                      | 16. September | M&S Bank Arena, Liverpool, Großbritannien           | Erik Skoglund | Punktsieg (einstimmig) / 12 Runden       |
| 2018                                                      | 24. Februar   | Arena Nürnberg, Nürnberg, Deutschland               | Nieky Holzken | Punktsieg (einstimmig) / 12 Runden       |
| 2018                                                      | 28. September | King Abdullah Sports City, Dschidda, Saudi-Arabien  | George Groves WBA-Supermittelgewicht-Weltmeisterschaft                                                           | Sieg / KO 7. Runde                       |
| 2019                                                      | 1. Juni       | Madison Square Garden, New York, USA                | Hassan N’Dam N’Jikam WBA-Supermittelgewicht-Titelverteidigung                                                    | Sieg / TKO 3. Runde                      |
| 2019                                                      | 23. November  | M&S Bank Arena, Liverpool, Großbritannien           | John Ryder WBA-Supermittelgewicht-Titelverteidigung                                                              | Punktsieg (einstimmig) / 12 Runden       |
| 2020                                                      | 19. Dezember  | Alamodome, San Antonio, USA                         | Saúl Álvarez WBA-Supermittelgewicht-Titelverteidigung vakante WBC-Supermittelgewicht-Weltmeisterschaft           | Punktniederlage (einstimmig) / 12 Runden |
| 2021                                                      | 25. September | Tottenham Hotspur Stadium, London, Großbritannien   | Gilbert Castillo Rivera                                                                                          | Sieg / TKO 2. Runde                      |
| 2022                                                      | 20. August    | Dschidda Super Dome, Dschidda, Saudi-Arabien        | Mathieu Bauderlique                                                                                              | Sieg / KO 4. Runde                       |
| 2024                                                      | 13. Januar    | Centre Vidéotron, Québec, Kanada                    | Artur Beterbiev IBF/WBC/WBO-Halbschwergewicht-Weltmeisterschaft                                                  | Niederlage / TKO 7. Runde                |
| Quelle: Callum Smith in der BoxRec-Datenbank              |               |                                                     | |                                          |